# Tedinia pernoides
Tedinia pernoides is een tweekleppigensoort uit de familie van de Anomiidae. De wetenschappelijke naam van de soort is voor het eerst geldig gepubliceerd in 1853 door Gray.